# Franz Thyriot
Franz Thyriot (* 6. Mai 1869 in Hanau; † 21. April 1934 in Frankfurt am Main) war ein deutscher Architekt.

## Leben
Thyriot war der Sohn des Johann Peter (Jean Pierre) Thyriot (1833–1917)  und dessen Frau Wilhelmine (geborene Mahrt). Sein Vater war Stadtbaurat, Konservators des neuen Museums und Vorstandsmitglied im Verein für hessische Geschichte und Landeskunde für den Bereich Hanau.
Thyriot studierte an der Technischen Hochschule (Berlin-)Charlottenburg und war bis 1908 selbständig in (Berlin-)Groß-Lichterfelde tätig, seitdem in Frankfurt.
Besonderen Erfolg erzielte er mit seinen Entwürfen für Schul- und Bildungsbauten. Im Rahmen seiner Tätigkeit am Projekt Neues Frankfurt wirkte er auch an der Umsetzung des letzten Bauabschnitts der Riederwaldsiedlung mit.
Der Zeitungsredakteur und Schriftsteller Hans Thyriot (1898–1948) war sein Sohn.
Publikationen (Auswahl)
- Der Neubau der Grossh. Augustinerschule: Beschreibung des Neubaus. Bindernagel, Friedberg 1902.
- Der Neubau des Gymnasiums mit Direktor-Wohnhaus in Zehlendorf (Wa.) (= Beilage zum … Jahresbericht des Gymnasiums zu Zehlendorf. Nr. 8). Universitäts- und Landesbibliothek, Zehlendorf 1905, S. 3–7.

## Bauten und Entwürfe
- 1900–1902: Vereinshaus für die Turngemeinde Hanau[4]
- 1899–1901: Augustinerschule in Friedberg (Hessen), Goetheplatz 4
- 1902: Wettbewerbsentwurf für ein neues Rathaus in Kassel (nicht ausgeführt)
- 1902–1904: Gymnasium mit Direktor-Wohnhaus in Berlin-Zehlendorf (später Beucke-Oberschule, heute Gail S. Halvorsen Schule)[5]
- 1903: Wettbewerbsentwurf für ein neues Rathaus in Kiel (nicht ausgeführt)
- 1905: Wettbewerbsentwurf für ein Hallenbad in Darmstadt (prämiert mit dem 1. Preis, nicht ausgeführt)
- 1905–1906: Höhere Mädchenschule in Arnstadt
- 1907–1909: Schillerschule in Frankfurt-Fechenheim, Bodenseestraße (nicht erhalten)
- 1910 (?) Entwurf für eine Pumpstation in Hanau[6]
- 1911: Wettbewerbsentwurf für ein neues Rathaus in Mülheim an der Ruhr (prämiert mit dem 2. Preis, nicht ausgeführt)
- 1911–1913: Städtische Realschule in Oberursel (Taunus), Zeppelinstraße
- 1913: Wettbewerbsentwurf für eine Deutsche Botschaft in Washington, D.C. (prämiert mit dem 2. Preis, nicht ausgeführt)
- 1923: Riederwaldschule in Frankfurt-Riederwald
- 1925: Wettbewerbsentwurf für eine evangelische Kirche in Völklingen (prämiert mit dem 3. Preis, nicht ausgeführt)
- 1925–1926: Bahnhofs-Empfangsgebäude in Bad Orb
- 1929–1930: Haus der Jugend in Frankfurt am Main, Hansaallee 150 (heute Seniorenbüro)